# ノーベル賞受賞者からの公開書簡 (2022年)
本頁のノーベル賞受賞者からの公開書簡（ノーベルしょうじゅしょうしゃからのこうかいしょかん、英語: An open letter from Nobel laureates、ウクライナ語: Відкритий лист нобелівських лауреатів、ロシア語: Открытое письмо нобелевских лауреатов）とは、2022年2月に開始されたロシアのウクライナ侵攻に対し、ノーベル賞受賞者が連名で発表した公開書簡である。書簡はインターネット上（Nobel Campaigns）に、英語、ウクライナ語、ロシア語による表記で公開された。

## 概要
署名したノーベル賞受賞者たちは、書簡冒頭において、ロシアの侵略（aggression）に直面しているウクライナの人々、自由、ウクライナ国家の独立性への支持を表明した。公開書簡は2022年3月2日までにオンラインで公表された。本文中では、軍事侵攻は正当性がない残虐行為であるとする批判、国連憲章に違反しているという指摘などと共に、ロシア軍のウクライナからの撤退を求めた。また、ロシア大統領ウラジーミル・プーチンとロシア国民とを区別し、侵略にロシア国民が関与しているとは考えていないという見解も盛り込まれた。
公開書簡に署名したノーベル賞受賞者の人数は、2022年3月5日の時点で170人を超えた（署名者一覧は後述）。
また、2002年ノーベル平和賞受賞者ジミー・カーター（元アメリカ合衆国大統領）、2009年ノーベル平和賞受賞者バラク・オバマ（元アメリカ合衆国大統領）は、ロシア大統領ウラジーミル・プーチンがウクライナへの派兵（ロシアの公式見解では特別軍事作戦）を宣言した2022年2月24日に、ロシアへの非難とウクライナへの支持を個別に表明した。
また、2010年ノーベル物理学賞受賞者コンスタンチン・ノボセロフは、ロシアの科学者や科学系ジャーナリスト等と連名で、停戦を求める別の公開書簡に署名した 。この公開書簡への署名者は、2022年2月27日の時点で4750人を超えた。ベラルーシの2015年ノーベル文学賞受賞者スヴェトラーナ・アレクシエーヴィチは、2022年2月24日、インタビューに対し、ベラルーシからの攻撃はウクライナに対する裏切り行為であると述べた。

## 署名者一覧
署名者一覧は以下を参照のこと。2022年4月1日現在。
- ブライアン・ジョゼフソン - 1973年物理学賞
- デビッド・ボルティモア - 1975年生理学・医学賞
- ヴェルナー・アーバー - 1978年生理学・医学賞
- ハミルトン・スミス - 1978年同賞
- アーノ・ペンジアス - 1978年物理学賞
- シェルドン・グラショー - 1979年物理学賞
- ポール・バーグ - 1980年化学賞
- ロアルド・ホフマン - 1981年化学賞
- トルステン・ウィーセル - 1981年生理学・医学賞
- マイケル・ブラウン (遺伝学者) - 1985年生理学・医学賞
- ジョーゼフ・ゴールドスタイン - 1985年同賞
- クラウス・フォン・クリッツィング - 1985年物理学賞
- ダドリー・ハーシュバック - 1986年化学賞
- 李遠哲 - 1986年同賞
- ジョン・ポラニー - 1986年同賞
- ゲルト・ビーニッヒ - 1986年物理学賞
- ウォーレ・ショインカ - 1986年文学賞
- オスカル・アリアス・サンチェス - 1987年平和賞
- ヨハネス・ベドノルツ -1987年物理学賞
- ジャン＝マリー・レーン - 1987年化学賞
- 利根川進 - 1987年生理学・医学賞
- ヨハン・ダイゼンホーファー - 1988年化学賞
- ロベルト・フーバー - 1988年同賞
- ハルトムート・ミヒェル - 1988年同賞
- ダライ・ラマ14世 - 1989年平和賞
- トーマス・チェック - 1989年化学賞
- ハロルド・ヴァーマス - 1989年生理学・医学賞
- J・マイケル・ビショップ - 1989年同賞
- ジェローム・アイザック・フリードマン - 1990年物理学賞
- イライアス・コーリー - 1990年化学賞
- エルヴィン・ネーアー - 1991年生理学・医学賞
- ベルト・ザクマン - 1991年同賞
- ルドルフ・マーカス - 1992年化学賞
- リチャード・ロバーツ - 1993年生理学・医学賞
- フィリップ・シャープ - 1993年同賞
- ジョゼフ・テイラー - 1993年物理学賞
- クリスティアーネ・ニュスライン＝フォルハルト - 1995年生理学・医学賞
- エリック・ヴィーシャウス - 1995年同賞
- カルロス・フィリペ・シメネス・ベロ - 1996年平和賞
- ジョゼ・ラモス＝ホルタ - 1996年同賞
- ピーター・ドハーティー - 1996年生理学・医学賞
- ロバート・カール - 1996年化学賞
- ジョディ・ウィリアムズ - 1997年平和賞
- スティーブン・チュー - 1997年物理学賞
- ウィリアム・ダニエル・フィリップス - 1997年同賞
- スタンリー・B・プルシナー - 1997年生理学・医学賞
- ジョン・E・ウォーカー - 1997年化学賞
- ロバート・マートン - 1997年経済学賞
- ルイ・イグナロ - 1998年生理学・医学賞
- フェリド・ムラド - 1998年同賞
- ホルスト・ルートヴィヒ・シュテルマー - 1998年物理学賞
- ロバート・B・ラフリン - 1998年同賞
- ダニエル・ツイ - 1998年同賞
- ヘーラルト・トホーフト - 1999年物理学賞
- エリック・カンデル - 2000年生理学・医学賞
- 白川英樹 - 2000年化学賞
- ダニエル・マクファデン - 2000年経済学賞
- ジェームズ・ヘックマン - 2000年同賞
- リーランド・ハートウェル - 2001年生理学・医学賞
- ティモシー・ハント - 2001年同賞
- ポール・ナース - 2001年同賞
- ヴォルフガング・ケターレ - 2001年物理学賞
- バリー・シャープレス - 2001年化学賞
- 野依良治 - 2001年同賞
- ジョージ・アカロフ - 2001年経済学賞
- ジミー・カーター - 2002年平和賞
- ロバート・ホロビッツ - 2002年生理学・医学賞
- クルト・ヴュートリッヒ - 2002年化学賞
- ダニエル・カーネマン - 2002年経済学賞
- ジョセフ・E・スティグリッツ - 2002年同賞
- シーリーン・エバーディー - 2003年平和賞
- アンソニー・レゲット - 2003年物理学賞
- ピーター・アグレ - 2003年化学賞
- ロデリック・マキノン - 2003年同賞
- J・M・クッツェー - 2003年文学賞
- ロバート・エングル - 2003年経済学賞
- リチャード・アクセル - 2004年生理学・医学賞
- リンダ・バック - 2004年同賞
- アーロン・チカノーバー - 2004年化学賞
- アブラム・ハーシュコ - 2004年同賞
- H. デビッド・ポリツァー - 2004年物理学賞
- フランク・ウィルチェック - 2004年同賞
- デイビッド・グロス - 2004年同賞
- エルフリーデ・イェリネク - 2004年文学賞
- フィン・キドランド - 2004年経済学賞
- バリー・マーシャル - 2005年生理学・医学賞
- ジョン・ホール (物理学者) - 2005年物理学賞
- ムハマド・ユヌス - 2006年平和賞
- アンドリュー・ファイアー - 2006年生理学・医学賞
- クレイグ・メロー - 2006年同賞
- ロジャー・コーンバーグ - 2006年化学賞
- ジョン・C・マザー - 2006年物理学賞
- オルハン・パムク - 2006年文学賞
- エドムンド・フェルプス - 2006年経済学賞
- マリオ・カペッキ - 2007年生理学・医学賞
- アルベール・フェール - 2007年物理学賞
- ゲルハルト・エルトル - 2007年化学賞
- エリック・マスキン - 2007年経済学賞
- ロジャー・マイヤーソン - 2007年同賞
- ハラルド・ツア・ハウゼン - 2008年生理学・医学賞
- フランソワーズ・バレ＝シヌシ - 2008年同賞
- マーティン・チャルフィー - 2008年化学賞
- 小林誠 (物理学者) - 2008年物理学賞
- バラク・オバマ - 2009年平和賞
- エリザベス・H・ブラックバーン - 2009年生理学・医学賞
- キャロル・W・グライダー - 2009年同賞
- ジャック・W・ショスタク - 2009年同賞
- ヴェンカトラマン・ラマクリシュナン - 2009年化学賞
- アダ・ヨナス - 2009年同賞
- ヘルタ・ミュラー - 2009年文学賞
- アンドレ・ガイム - 2010年物理学賞
- マリオ・バルガス・リョサ - 2010年文学賞
- ピーター・ダイアモンド - 2010年経済学賞
- クリストファー・ピサリデス - 2010年同賞
- レイマ・ボウィ - 2011年平和賞
- タワックル・カルマン - 2011年同賞
- ブルース・ボイトラー - 2011年生理学・医学賞
- ジュール・ホフマン - 2011年同賞
- アダム・リース (天体物理学者) - 2011年物理学賞
- ブライアン・P・シュミット - 2011年同賞
- ソール・パールマッター - 2011年同賞
- ダニエル・シェヒトマン - 2011年化学賞
- セルジュ・アロシュ - 2012年物理学賞
- デービッド・ワインランド - 2012年同賞
- ブライアン・コビルカ - 2012年化学賞
- ロバート・レフコウィッツ - 2012年同賞
- 山中伸弥 - 2012年生理学・医学賞
- アルヴィン・ロス - 2012年経済学賞
- マイケル・レヴィット (化学者) - 2013年化学賞
- マーティン・カープラス - 2013年同賞
- アリー・ウォーシェル - 2013年同賞
- フランソワ・アングレール - 2013年物理学賞
- ジェームズ・ロスマン - 2013年生理学・医学賞
- ランディ・シェクマン - 2013年同賞
- ロバート・シラー - 2013年経済学賞
- ユージン・ファーマ - 2013年同賞
- カイラシュ・サティーアーティ - 2014年平和賞
- ジョン・オキーフ - 2014年生理学・医学賞
- マイブリット・モーセル - 2014年同賞
- エドバルド・モーセル - 2014年同賞
- ウィリアム・モーナー - 2014年化学賞
- 天野浩 - 2014年物理学賞
- 中村修二 - 2014年同賞
- パトリック・モディアノ - 2014年文学賞
- ウィリアム・セシル・キャンベル - 2015年生理学・医学賞
- 大村智 - 2015年同賞
- アーサー・B・マクドナルド - 2015年物理学賞
- 梶田隆章 - 2015年同賞
- トマス・リンダール - 2015年化学賞
- ポール・モドリッチ - 2015年同賞
- スヴェトラーナ・アレクシエーヴィッチ - 2015年文学賞
- アンガス・ディートン - 2015年経済学賞
- フアン・マヌエル・サントス - 2016年平和賞
- ダンカン・ホールデン - 2016年物理学賞
- ジョン・M・コステリッツ - 2016年同賞
- ジャン＝ピエール・ソヴァージュ - 2016年化学賞
- フレイザー・ストッダート - 2016年同賞
- ベルナルト・L・フェリンハ - 2016年同賞
- 大隅良典 - 2016年生理学・医学賞
- オリバー・ハート - 2016年経済学賞
- ベント・ホルムストローム - 2016年同賞
- 核兵器廃絶国際キャンペーン - 2017年平和賞
- ジェフリー・ホール - 2017年生理学・医学賞
- マイケル・ロスバッシュ - 2017年同賞
- マイケル・ヤング (生物学者) - 2017年同賞
- バリー・バリッシュ - 2017年物理学賞
- キップ・ソーン - 2017年同賞
- レイナー・ワイス - 2017年同賞
- ジャック・ドゥボシェ - 2017年化学賞
- ヨアヒム・フランク - 2017年同賞
- リチャード・ヘンダーソン - 2017年同賞
- カズオ・イシグロ - 2017年文学賞
- デニ・ムクウェゲ - 2018年平和賞
- ジェラール・ムル - 2018年物理学賞
- ドナ・ストリックランド - 2018年同賞
- フランシス・アーノルド - 2018年化学賞
- ジョージ・P・スミス - 2018年同賞
- グレゴリー・ウィンター - 2018年同賞
- ジェームズ・P・アリソン - 2018年生理学・医学賞
- 本庶佑 - 2018年同賞
- オルガ・トカルチュク - 2018年文学賞
- ウィリアム・ケリン - 2019年生理学・医学賞
- ピーター・ラトクリフ - 2019年同賞
- グレッグ・セメンザ - 2019年同賞
- ジェームズ・ピーブルス - 2019年物理学賞
- ミシェル・マイヨール - 2019年同賞
- ディディエ・ケロー - 2019年同賞
- スタンリー・ウィッティンガム - 2019年化学賞
- ハーベイ・オルター - 2020年生理学・医学賞
- マイケル・ホートン (ウイルス学者) - 2020年同賞
- チャールズ・ライス - 2020年同賞
- エマニュエル・シャルパンティエ - 2020年化学賞
- ジェニファー・ダウドナ - 2020年同賞
- ラインハルト・ゲンツェル - 2020年物理学賞
- アンドレア・ゲズ - 2020年同賞
- ロジャー・ペンローズ - 2020年同賞
- ルイーズ・グリュック - 2020年文学賞
- ポール・ミルグロム - 2020年経済学賞
- マリア・レッサ - 2021年平和賞
- ドミトリー・ムラトフ - 2021年同賞
- デヴィッド・ジュリアス - 2021年生理学・医学賞
- アーデム・パタプティアン - 2021年同賞
- ベンジャミン・リスト - 2021年化学賞
- デイヴィッド・マクミラン - 2021年同賞
- クラウス・ハッセルマン - 2021年物理学賞